# Stanley 157A
Stanley 157A är ett reservat i Kanada.   Det ligger i provinsen Saskatchewan, i den centrala delen av landet, 2 300 km väster om huvudstaden Ottawa. Stanley 157A ligger vid sjön Iskwatikan Lake.
Trakten runt Stanley 157A är nära nog obefolkad, med mindre än två invånare per kvadratkilometer.